# Maxim Polunin
Maxim Polunin (russisch und kasachisch Максим Полунин; * 23. Juni 1975 in Alma-Ata) ist ein ehemaliger kasachischer Skispringer.
Polunin startete 1993 erstmals im kasachischen Team bei der Nordischen Skiweltmeisterschaft 1993 im schwedischen Falun. Auf der Normalschanze belegte er den 61. Platz und auf der Großschanze den 54. Platz. Im Anschluss daran wurde es international für sechs Jahre ruhig um Polunin. Erst am 7. Februar 1999 trat er beim Weltcup-Springen in Harrachov wieder international an und erreichte auf der Großschanze den 55. Platz. Bei der Nordischen Skiweltmeisterschaft 1999 in Ramsau am Dachstein sprang er auf der Normalschanze auf den 48. Platz. Ein Jahr später sprang er im Teamweltcup im finnischen Lahti gemeinsam mit Alexander Korobow, Pawel Gaiduk und Stanislaw Filimonow auf den 9. Platz. Bei den Olympischen Winterspielen 2002 in Salt Lake City gelang ihm von der Normalschanze ein 38. und von der Großschanze ein 48. Platz. Im Teamspringen wurde er mit dem Team nur 13. Im ersten Weltcup-Springen nach den Olympischen Spielen in Trondheim konnte er mit Platz 37 das beste Einzelresultat seiner Karriere erzielen. Trotz dieser Leistungssteigerung wurde er hauptsächlich im Continental Cup eingesetzt und sprang nur noch bei Teamwettbewerben im Weltcup. 2003 sprang er sogar zwischenzeitlich nur bei FIS-Rennen. Bei der Nordischen Skiweltmeisterschaft 2003 in Val di Fiemme wurde er mit dem Team Elfter. Nach zwei weiteren Springen im Continental Cup und dem Teamweltcupspringen am 8. März 2003 in Oslo, bei dem er mit dem Team den 9. Platz erreichte, beendete Polunin seine aktive Skispringerkarriere.